# Mary's Harbour
Mary's Harbour est une ville (town) de Terre-Neuve-et-Labrador.
Mary's Harbour est située au sud de la côte du Labrador à l'embouchure de la baie de St. Lewis. Alors que la communauté ne date que des années 1930, la rivière St. Mary's était le lieu de pêche au saumon depuis les années 1780. Après un incendie à Battle Harbour en 1930, l’International Grenfell Association décida de relocaliser son hôpital et son internat de Battle Harbour à Mary's Harbour. Le premier résident permanent fut Samuel Acreman, qui supervisa la construction de la Mission Grenfell. En 1935, il y avait 18 résidents permanents à Mary's Harbour.
La ville comptait 341 habitants en 2016 contre 383 habitants en 2011. La population diminue depuis une dizaine d'années.

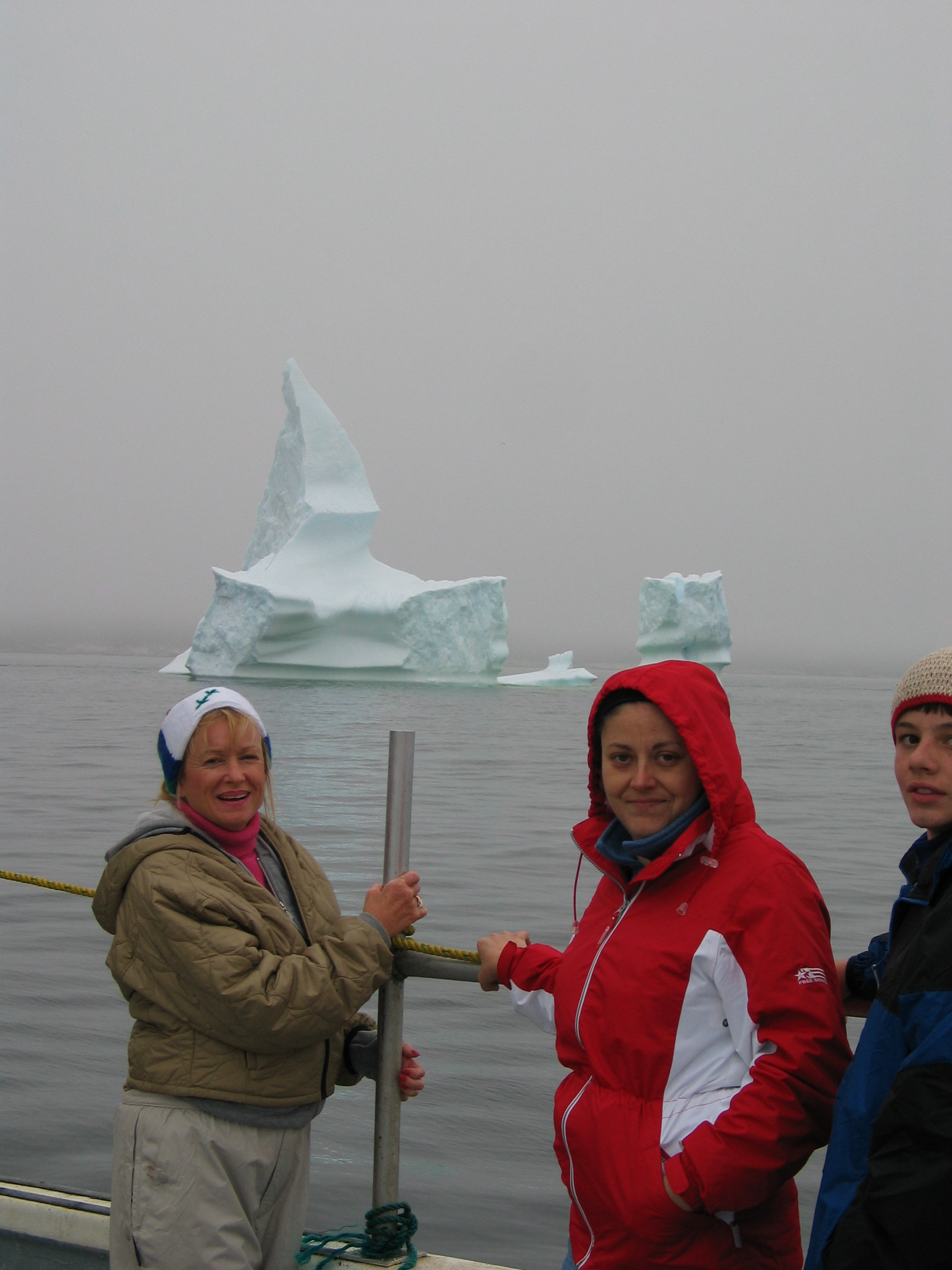
Iceberg à Mary's Harbour

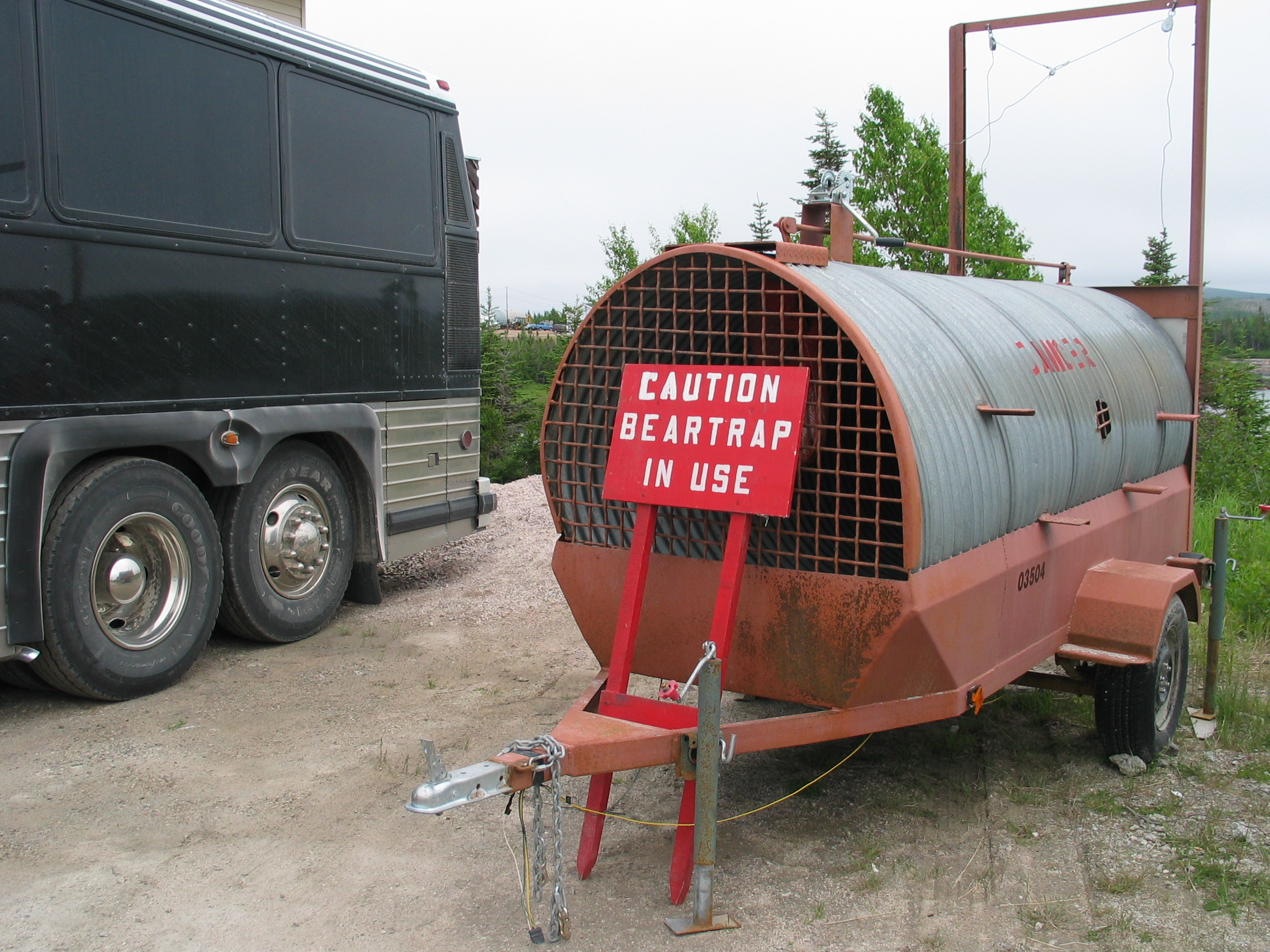
Piège à ours